# Möllersbaum
Möllersbaum ist eine Ortschaft in Radevormwald im Oberbergischen Kreis im nordrhein-westfälischen Regierungsbezirk Köln in Deutschland.

## Lage und Beschreibung
Möllersbaum liegt im Norden von Radevormwald in der Nähe der Ortschaft Önkfeld. Weitere Nachbarorte sind Brunsheide, Brunshöh, Ümminghausen und Rochollsberg. Die Ortschaft, bestehend aus einem Wohnhaus und zwei Nutzhäusern, liegt direkt an der Bundesstraße 483, die von Radevormwald nach Schwelm führt.

## Geschichte
In der topografischen Karte von 1892 bis 1894 ist die Ortschaft Möllersbaum eingezeichnet.
Vermutlich namensgebend für die Ortschaft war eine Linde, die mit einer Höhe von etwa 35 Metern und einem Umfang von rund 7 Metern einer der mächtigsten und ältesten Bäume in Radevormwald war. Der Baum fiel am 18. Januar 2007 dem Orkan Kyrill zum Opfer.

## Politik und Gesellschaft
Politisch wird der Ort durch den Direktkandidaten des Wahlbezirks 170 im Rat der Stadt Radevormwald vertreten.

## Busverbindungen
Über die im Ort gelegene Haltestelle der Linie 339 (VRS/OVAG) ist Möllersbaum an den öffentlichen Personennahverkehr angebunden.